# Peter Ostrum

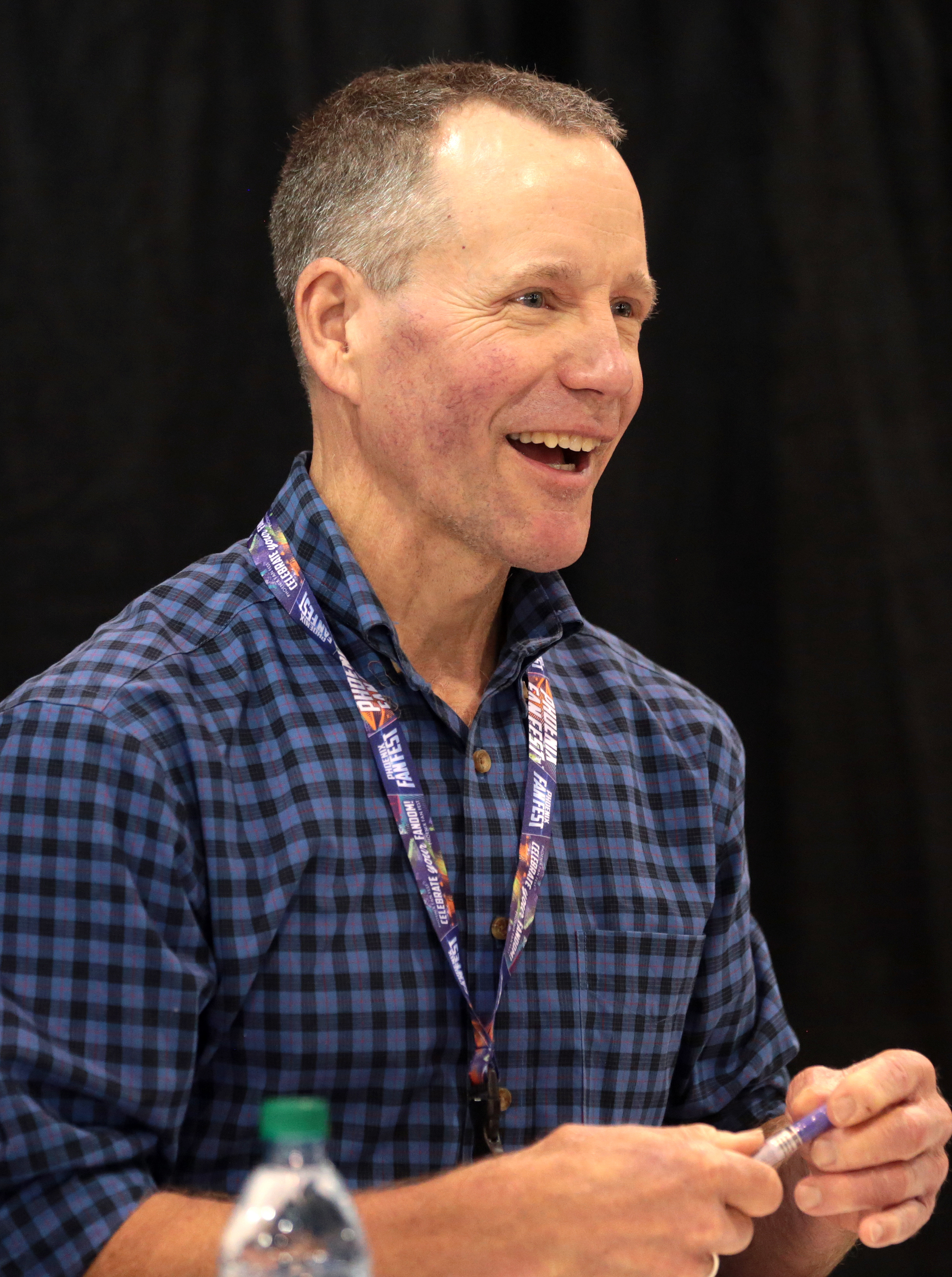
Peter Ostrum (2017)

Peter Gardner Ostrum (* 1. November 1957 in Dallas, Texas) ist ein US-amerikanischer ehemaliger Kinderdarsteller, der durch seine Hauptrolle des Charlie Bucket in dem 1971 erschienenen Film Charlie und die Schokoladenfabrik bekannt wurde.

## Leben und Karriere
Ostrum sammelte erste Schauspielerfahrungen in dem Kindertheater des Cleveland Play House, einem bekannten Theater in seinem damaligen Wohnort Cleveland. Als ein Junge für die Rolle des Charlie Bucket in der ersten Verfilmung von Roald Dahls Kinderbuch Charlie und die Schokoladenfabrik gesucht wurde, wurde dabei auch das Cleveland Play House um Hilfe gebeten und hierbei der 12-jährige Ostrum entdeckt. Im Nachhinein beschrieb er die Dreharbeiten für den Film in München im Jahr 1970 als aufregendes Erlebnis. Trotzdem entschied er sich dafür, ein vorliegendes Angebot für drei weitere Filme von dem Produzenten David L. Wolper nicht anzunehmen, das ihm wahrscheinlich eine längere Filmkarriere ermöglicht hätte. So bleibt Charlie und die Schokoladenfabrik sein einziger Film. Bis in die Gegenwart tritt er gelegentlich bei Veranstaltungen in Zusammenhang mit diesem Film auf.
Das seiner Familie gehörende Pferd erweckte in Ostrum als Teenager den Wunsch, ein Tierarzt zu werden. 1984 machte er einen Abschluss in Veterinärmedizin an der Cornell University. Er arbeitete anschließend bis zu seinem Ruhestand Ende 2022 als Tierarzt in Lowville, New York. Peter Ostrum ist seit 1987 mit seiner Ehefrau Loretta verheiratet, das Paar hat zwei Kinder.